# Uperoleia orientalis
Uperoleia orientalis är en groddjursart som först beskrevs av Parker 1940.  Uperoleia orientalis ingår i släktet Uperoleia och familjen Myobatrachidae. IUCN kategoriserar arten globalt som otillräckligt studerad. Inga underarter finns listade i Catalogue of Life.